# Aleksander Siemiradzki
Aleksander Siemiradzki, (znany wśród turystów szeroko jako  Wujcio) (ur. 28 lipca 1909 w Stróżach Wyżnych, zm. 13 kwietnia 1976 w Łodzi) – łódzki krajoznawca i działacz turystyki górskiej PTTK.

## Życiorys
Aleksander Siemiradzki urodził się 28 lipca 1909 roku w Stróżach Wyżnych, w rodzinie Marii i Alfreda, maszynisty kolejowego. Do szkoły powszechnej uczęszczał  w miejscowości Stróże.

### Walka z hitlerowskim okupantem
Podczas II wojny pod pseudonimem "Grajek" walczył w szeregach AK, w zgrupowaniu Tatara w Beskidzie Sądeckim.

### Praca zawodowa
W 1955 przyjechał do Łodzi, gdzie pracował w Biurze Projektów Przemysłu Papierniczego. W 1974 przeszedł na emeryturę.

### Działalność społeczna pozazawodowa
Działał w PTTK. Do Polskiego Towarzystwa Tatrzańskiego (PTT) wstąpił w 1934 (PTT wraz z PTK połączyły się w 1950 tworząc PTTK).
W Biurze Projektów gdzie pracował zorganizował jedno z pierwszych w Łodzi kół PTTK i przez wiele lat był jego przewodniczącym. W 1958, był założycielem Klubu Turystów Górskich „Kosówka” i do 1968 jego prezesem a od 1968 wiceprezesem.
W latach 1966–1975 był członkiem Zarządu Oddziału PTTK w Łodzi oraz Zarządu Okręgu PTTK w Łodzi, a od 1970 do śmierci członkiem Okręgowej Komisji Odznaczeń PTTK.
W 1953 uzyskał uprawnienia Przodownika Turystyki Górskiej, w 1975 mianowany został Honorowym Przodownikiem Turystyki Górskiej. Z jego inicjatywy Klub Turystów Górskich „Kosówka” rozpoczął w 1959, organizację rajdów „Łysogóry Jesień” których był przez piętnaście lat kierownikiem. Inicjował także zloty klubowe w różnych masywach górskich.

## Miejsce pochówku
Pochowany na Starym Cmentarzu przy ul. Ogrodowej w Łodzi, w części katolickiej.

## Odznaczenia
- Złota Odznaka "Zasłużony Działacz Turystyki"
- Medal 100-lecia Turystyki
- Złota Honorowa Odznaka PTTK
- Honorowa Odznaka Miasta Łodzi
- Medal "Za zasługi dla Ziemi Kieleckiej"
- Medal "Za zasługi dla rozwoju Ziemi Sądeckiej"
- i inne

## Upamiętnienie
Rajd Sądecki im. Aleksandra Siemiradzkiego „Wujcia”- rajd turystyki górskiej organizowany w latach 1983–2005. W 23 rajdach wzięło udział 1845 uczestników, 442 członków klubu "Kosówka", 192 turystów z Czechosłowacji, 60 turystów z Niemiec.  